# Masculin-féminin
Masculin-féminin (Gender Bender) est le 14e épisode de la saison 1 de la série télévisée X-Files. Dans cet épisode, Mulder et Scully enquêtent sur des morts mystérieuses dans des chambres d’hôtel. À chaque fois, les caméras de surveillance montrent un homme et une femme entrer dans la chambre mais une personne inconnue et chaque fois différente en sort au matin.

## Résumé
Dans une discothèque, une jeune femme, Marty, emmène un jeune homme avoir une relation sexuelle. Peu après, le jeune homme est pris de douleurs et meurt. Marty quitte la chambre en ayant l'apparence d'un homme.
Mulder et Scully sont appelés sur la scène de crime, Mulder pense que l'homme a succombé à une surdose de phéromones et fait le lien avec d'autres affaires similaires. L'enquête mène Mulder et Scully à se pencher sur une communauté Amish du Massachusetts.

## Distribution
- David Duchovny : Fox Mulder
- Gillian Anderson : Dana Scully
- Doug Abrahams : un agent
- Brent Hinkley : Frère Andrew
- David Thomson : Frère Oakley
- Kate Twa : Marty femme
- Peter Stebbings : Marty homme
- Mitchell Kosterman : Détective Horton
- Michele Gooder : Sœur Abigail
- Aundrea MacDonald : la prostituée
- John R. Taylor : le mari
- Tony Morelli : un policier
- Lesley Ewen : un agent
- Nicholas Lea : Michael
- Paul Batten : Frère Wilton

## Accueil

### Audiences
Lors de sa première diffusion aux États-Unis, l'épisode réalise un score de 7,2 sur l'échelle de Nielsen, avec 12 % de parts de marché, et est regardé par 11,1 millions de téléspectateurs.

### Critique
L'épisode obtient des critiques mitigées. Zack Handlen, du site The A.V. Club, lui donne la note de A. Le magazine Entertainment Weekly lui donne la note de B-. Le site Le Monde des Avengers lui donne la note de 2/4.
Sarah Stegall, du site Munchkyn Zone, lui donne la note de 2/5. John Keegan, du site Critical Myth, lui donne la note de 4/10. Dans leur livre sur la série, Robert Shearman et Lars Pearson lui donnent la note de 1,5/5.